# Agricultura de subsistência

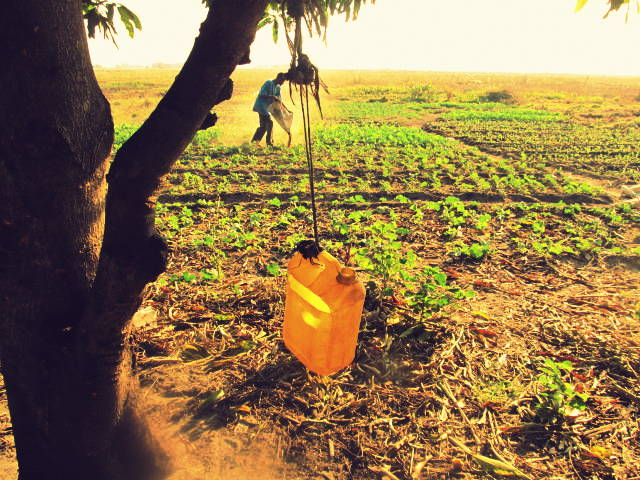
Agricultura de subsistência na Zâmbia.

Agricultura de subsistência é um tipo de agricultura  que tem como principal objetivo a produção de alimentos para garantir a sobrevivência do agricultor, da sua família e da comunidade em que está inserido.
É aquela em que, basicamente, a plantação é feita geralmente em pequenas propriedades (minifúndios), com pouco (ou nenhum) recurso tecnológico. Os instrumentos agrícolas mais usados são: enxada, foice e arado. Raramente são utilizados tratores ou outro tipo de máquina. A finalidade principal é a sobrevivência do agricultor e de sua família,e para a venda dos produtos excedentes, em contraposição à agricultura comercial.
Pouco ou nada difere da agricultura familiar, naquela não há objetivo de lucro. Ou seja, conceitualmente, a agricultura de subsistência pode ser um tipo da agricultura familiar; mas a agricultura familiar ainda pode apresentar outras formas de produção. O contraponto da agricultura familiar é a agricultura patronal.
A agricultura de subsistência, por sua vez, pode conviver com outras formas de produção, como, por exemplo, nas grandes plantações de café no Brasil, muitas vezes os colonos praticavam esta forma de cultivo, para a sua sobrevivência pessoal e familiar, além do pastoreio de bovinos, ovinos, equinos e camelos.
Apesar da predominância da autosuficiência na agricultura de subsistência, a maioria dos agricultores de subsistência também participa do comércio em algum grau, geralmente para bens que não são necessários para a sobrevivência, como açúcar, chapas de ferro para telhados, bicicletas, roupas usadas, etc. A maioria dos agricultores de subsistência opera hoje em países em desenvolvimento. Embora o volume de seu comércio em termos de dinheiro seja menor do que o dos consumidores em países com mercados modernos e complexos, muitos têm contatos comerciais significativos e produtos comerciais que podem produzir devido às suas habilidades especiais ou acesso especial a recursos valorizados no mercado.

A agricultura de subsistência geralmente apresenta características como: baixas necessidades de capital/financiamento, cultivo de variedades mistas, uso limitado de agroquímicos (como pesticidas e fertilizantes), variedades não melhoradas de cultivos e animais, pouco ou nenhum excedente de produção para venda, uso de ferramentas rudimentares/tradicionais (como enxadas e facões), produção principalmente de culturas alimentares, realizada em pequenas parcelas de terra dispersas, dependência de mão de obra não qualificada (frequentemente membros da família) e (geralmente) baixos rendimentos.